# Верхнетемерницкий
Верхнетемерни́цкий — посёлок в Аксайском районе Ростовской области. Входит в состав Щепкинского сельского поселения.

## География
Верхнетемерницкий с севера примыкает к Северному жилому массиву Ростова-на-Дону, с которым посёлок соединён одной улицей. Западнее посёлка расположено главное кладбище Ростова — Северное, отделённое от Верхнетемерницкого полем (653 м). К востоку от посёлка простирается огромный массив садоводческих участков. Севернее расположен Щепкинский лес. В 0,7 км к юго-востоку от посёлка протекает река Балка Темерник. Посёлок расположен на высоте 80 м над уровнем моря.

### Таблица расстояний
| Статус       | НП                | Расстояние по прямой | Расстояние по дорогам | Направление |
| ------------ | ----------------- | -------------------- | --------------------- | ----------- |
| Облцентр     | г. Ростов-на-Дону | 10,2                 | 11,4                  | Ю           |
| Райцентр     | г. Аксай          | 10,8                 | 15,8                  | ВЮВ         |
| Сельпосцентр | пос. Октябрьский  | 11,9                 | 21,5                  | СВ          |

### Улицы
В посёлке 28 переулков, 21 улица и 5 бульваров. Как и в Северном жилом массиве, улицы носят преимущественно космические названия:
| - ул. 2-я Циолковского - пер. Марса - пер. Андромеды - бул. Межзвёздный - ул. Астероидная - пер. Меркурия - пер. Астрономический - пер. Метеорный - пер. Атмосферный - бул. Млечного пути - ул. Бесселя | - пер. Млечный - бул. Бредихина - пер. Небесный - ул. Венеры - ул. Невесомости - ул. Вселенной - ул. Ньютона - бул. Галилео Галилея - ул. Обсерваторная - пер. Гелиоса - пер. Оптический | - ул. Гершеля - ул. Ориона - бул. Джордано Бруно - ул. Осевая - пер. Дивный - пер. Плутона - пер. Звёздный - пер. Сатурна - пер. Зенитный - пер. Созвездия - пер. Зодиакальный | - ул. Солнечная - ул. Канта - пер. Спектральный - ул. Кеплера - пер. Спутниковый - пер. Кометный - ул. Струве - ул. Коперника - ул. Темерницкая - пер. Кратерный - ул. Тенистая | - ул. Кюри - пер. Урана - пер. Лазерный - пер. Фобоса - ул. Лапласа - ул. Экваторная - пер. Лунный - пер. Юпитера - пер. Майский - пер. Ясный |

## История
Был выделен в отдельный населённый пункт в 2008 году из состава посёлка Щепкин. Название дано по реке Балка Темерник, протекающей в 0,7 км к юго-востоку от посёлка.

## Население
| 2010 | 2021  |
| ---- | ----- |
| 700  | ↗6343 |

Жители посёлка называются верхнетемернича́нами.

## Инфраструктура
В посёлке расположены некоторые объекты инфраструктуры, обслуживающее Ростов-на-Дону:
- гипермаркет «Ашан»
- гипермаркет «Леруа Мерлен»
- СТЦ "Лайт Хаус
- ТРЦ «Золотой»
- частная глазная клиника «Леге-Артис»
- стрельбище

Верхнетемерницкий — пригород. В нём нет ни школы, ни поликлиники. Посельчане учатся, получают медобслуживание, а многие и работают в Ростове-на-Дону.
В юго-западной части посёлка начато строительство микрорайона «НОРД». Проектом предусмотрено возведение шестнадцати жилых многоквартирных домов, общей площадью 250000 м² жилья, в которых смогут проживать более 4000 семей, а также двух детсадов, школы, церкви, ТРК «НОРД» с кинотеатром, фитнес-центром и бассейном, спортивной зоны, включающей в себя теннисные корты и футбольное поле, и трёх многоуровневых автостоянок.